# A halott az halott (Lost)
2009. április 8-án került először adásba az amerikai ABC csatornán, a sorozat 96. részeként. Brian K. Vaughan és Elizabeth Sarnoff írta, Stephen Williams rendezte. Az epizód Ben-centrikus.
|  | Alább a cselekmény részletei következnek! |

## Az előző részek tartalmából
Sayid lelőtte a fiatal Bent, akit Kate és Sawyer elvitt a Többiekhez, majd megkérték, hogy mentse meg. A férfi közölte velük, csak úgy tud segíteni a gyereken, hogy az örökre megváltozik, mindig közéjük akar majd tartozni. A túlélők így is elfogadták a segítségnyújtást, ezért Alpert elvitte Benjamint a Templomba. 27 évvel később Keamy azzal zsarolta Linust, hogy lelövi Alexet, hacsak nem adja fel magát. Ben nem engedett, így a lányát fejbe lőtte a zsoldos. Miután visszatértek a Hidra szigetére, Benjamin megpróbált átjutni a nagy szigetre, ám ekkor Sun leütötte őt. Éjszaka Locke meglátta gyilkosát, és közölte Caesarral, ő végzett vele.

## Flashback
Az 1977-es évben járunk. Egy férfi lóháton vágtat be a Többiek táborába, és ingerülten megkérdezi Richardtól, igaz-e, amit beszélnek, tényleg elvitt-e egy gyereket a Templomba. Alpert nyugtatja a férfit, azzal érvel, hogy Jacob parancsa szerint cselekedett, azt pedig be kell tartaniuk. Az illető lehiggad, és bemegy abba a sátorba, ahol Ben gyengélkedik. Kedvesen beszélget a fiúval, megnyugtatja, hogy hamarosan visszatérhet a Dharma emberei közé. Benjamin ellenkezik, ő a Többiekkel akar maradni. A férfi felvilágosítja, úgy is közéjük tartozhat, hogy nem él köztük. Kijelenti, a fiú már halott lenne, de a Sziget megmentette az életét. Végül pedig bemutatkozik: ő Charles Widmore.

## Sziget, 2007
Locke a Hidra állomáson felébreszti Bent. Linus magához tér, és teljesen elcsodálkozva néz az általa meggyilkolt, ám most mégis élő emberre. Azt állítja, tudta, hogy John életre fog kelni, de a meglepődöttsége annak tudható be, hogy látja az eredményt. A kopasz megkérdezi, ha mindezt sejtette, miért próbált elmenekülni a másik szigetre. Ben elmondja, hogy megszegte a szabályokat, ezért ítélkezni kell felette. John tudni szeretné, mégis kinek kell ezt megtennie. Benjamin beismeri, nincs erre a dologra szavuk, de tudtával Locke úgy ismeri: a füst szörny.
Ben a parton sétálva látja, ahogy Ilana felügyelete alatt néhány ember egy ládát alakít szállíthatóvá. A férfi érdeklődik, mi van a dobozban, erre Ilana csak azt feleli, hogy néhány dolog, amit el kell vinniük a partról, és nincs szükségük a felajánlott segítségre. Később Caesar megkérdezi Benjamint, mit gondol Johnról. Elmondja, hogy mikor Linus eszméletlen volt, Locke elmesélte neki, hogy ő ölte meg. Benjamin nevetségesnek találja a dolgot, hiszen mint látják, a férfi él. Felveti, hogy az elmebeteg kopasz már előttük is a szigeten lehetett, ezért jobb, ha vigyáznak vele. Caesar megmutatja a fegyverét, és kijelenti, majd ő figyel rá.

## Flashback
1989-ben vagyunk, éjszaka van. Egy part menti bozót mögül Ben és a gyerek Ethan egy kisebb tákolmányt nézegetnek. Utóbbi felajánlja, hogy ő elvégzi a feladatot, de Linus csendre inti, majd pisztollyal a kezében elindul a menedékhely felé. Belép, és ráfogja a fegyvert a fekvő alakra, ám ekkor egy csecsemő felsír. Ben ijedtében lever egy zenélő dobozkát, amire Danielle Rousseau is felébred, és a puskájáért nyúl. Benjamin leállítja a nőt, aki egyből meggyanúsítja a támadót, hogy ő fertőzte meg őket. Linus magához veszi a síró gyereket, majd a közeledő anya láttán a homokba lő, és kijelenti, hálás lehet neki, hogy még életben van. Felszólítja Danielle-t, ha életben akar maradni, akkor ne kövesse őt, sose kutasson utána, és ha suttogásokat hall, meneküljön az ellenkező irányba, különben Alex is meghal. Miután mindezt elmondta, a férfi távozik.

## A Sziget
Ben egy irodában talál egy fényképet magáról és Alexről. Locke is belép a szobába, s megemlíti, nem gondolta volna, hogy Benjamin egy asztal mögül irányítja az embereit, mivel az túlságosan hasonlítana egy vállalatra. Linus megkérdezi a kopaszt, mi célból jött el hozzá. John felfedi, hogy a kettejük közti afférról szeretne beszélni. Ben felfedi, azért ölte meg, mert ez volt az egyetlen lehetőség arra, hogy visszahozzák a barátaikat, és ezt John is tudja. Először azért beszélte le az öngyilkosságról, mert hozzá akart jutni a kopasznál lévő fontos információkhoz, de mivel nem volt ideje újra rávenni őt önmaga felakasztására, egy rövidebb utat választott, ami ráadásul működött is. Hozzáteszi azt is, hogy mindezt a Sziget érdekében tette. Locke elmondja, ő egy bocsánatkérésre számított. Közli Bennel, segít az ítélkezésben, és ezt valószínűleg a szörny is megérti, hiszen ezzel is a Sziget érdekeit szolgálja.
A két férfi éppen az egyik kenuról szedi le a borítást, amikor Caesar megjelenik mellettük pár emberrel, hogy a szándékukról kérdezze őket. Locke kijelenti, átmennek a nagyobb szigetre, de hagynak még egy csónakot, ha esetleg követnék őket. Caesar felszólítja a kopaszt, hogy lépjen el a kenutól, és inkább mesélje el, honnan tud annyi mindent a szigetről. John ellenszegül, ezért Caesar a fegyveréért nyúl, ám nem találja azt. Ekkor Ben felemeli a sörétest, és lelövi vele a férfit. A többi túlélő már nem ellenkezik, így Linus átadja a fegyvert Locke-nak, és közli vele, tekintse azt a bocsánatkérésének.
Naplementére a csónakot már ki is kötik a Barakkoknál. Locke megjegyzi, már mások megérkeztek előttük, Ben szerint Lapidus és Sun lehetnek azok. Elmeséli, hogy Sun leütötte egy evezővel, miután megmutatta neki a kenukat. John rákérdez, hogy a karja is akkor sérült-e meg, de ezt Linus tagadja. A kopasz ironikusan megjegyzi, hogy Benjaminnak mindenütt vannak barátai, amire a férfi azzal válaszol, hogy a barátok gyakran veszélyesebbek az ellenségeknél. Locke továbbviszi a gondolatmenetet, úgy véli, emiatt kellett a fegyvertelen Caesarnak is meghalnia. Ben kijelenti, Caesar azért volt védtelen, mert elvette tőle a fegyverét, amivel meg akarta ölni őt, így hát lényegében megmentette John életét. Elindulnak a falu felé, közben Linus elmondja, hogy a házából tudja előhívni a szörnyet, ami aztán vagy megbocsát neki, vagy nem. A kopasz szerint a társa hazudik. Nem azért kell ítélkezni fölötte, mert megszegte a szabályokat, mivel ő nem tisztel semmilyen törvényt. Inkább az lehet az oka, hogy megölte Alexet.

## Flashback
Ben és Ethan éjszaka megérkezik a Többiek táborába. A korosodó Widmore a tűznél vacsorázik, és mikor meglátja a két érkezőt, rögtön az akció sikeressége felől érdeklődik. Benjamin beismeri, problémába ütköztek. Charles észreveszi a kisgyereket, és számon is kéri Linuson, miért nem végzett mindenkivel. Ben szerint Danielle őrült, nem jelent rájuk veszélyt, arról pedig nem tudott, hogy egy gyermek is lesz a sátorban. Widmore kijelenti, a babával is végezni kellett volna. Benjamin a védelmébe veszi Alexet, ám Charles úgy gondolja, a Sziget döntésének értelmében a gyereknek is meg kell halnia. Linus azzal válaszol, hogy Jacob nem akarja Alex halálát, de ha Widmore igen, akkor ölje meg ő maga. A Többiek vezetője hallgat, majd bevonul sátrába.

## A Sziget
A Barakkokban John felhozza, hogy az ötlet, miszerint a Többiek beköltöztek a házakba, szerinte nem szolgálja a Sziget érdekeit, inkább Ben gondolta ki ezt. Linus a kopasz fejéhez vágja, hogy ő nem tudhatja, mit akar a Sziget, ám ebben Locke korántsem biztos. Ekkor Ben házában, azon belül Alex szobájában fény gyúl, és az ablak előtt elsétál valaki. Benjamin belép a sötét házba, hátramegy a szobához. A küszöb alatt kiszűrődik egy alak árnyéka. Linus hirtelen benyit, a szobában sétálgató Sun pedig majdnem szívrohamot kap ijedtében. Pár pillanattal később megérkezik Frank is, és megkérdezi Bent, mit keres a házban. A férfi elmondja, az övé a ház, ennél fogva inkább ő kérdezheti ezt. Lapidus felemeli a fényképet, ami Jackéket ábrázolja 1977-ben, és elmeséli, egy Christian nevű öregembertől kapták. Ben meglepődik a fotó láttán, Sun pedig folytatja a történetet, miszerint Cristian azt mondta, ha látni akarja Jint, akkor várjon Locke-ra. Frank úgy tudja, John halott, ezért időpocsékolásnak minősíti az eltöltött időt. Ekkor Benjamin kérésére kinéznek az ablakon, és a sötétben meglátják Locke-ot, aki barátságosan odaint nekik.
A négyes összeül a nappaliban, a kopasz pedig felfedi, mi történt vele. Sun lehetetlennek tartja a történetet, Frank pedig ironikusan közli, minden rendben van, amíg egy halott emberrel beszélgetnek. Megemlíti, hogy a múltban vannak, ráadásul csak egy gyilkos és egy olyan ember segítségére számíthatnak, aki nem tudja, hogyan kelt fel a koporsóból. Megkísérli meggyőzni Kwont, menjenek vissza a repülőhöz, hátha sikerül megjavítani a rádiót. Erre John kijelenti, ha a nő visszamegy, soha többet nem látja Jint, mivel csak ő tudja, hogyan oldja meg a problémát, erre már ötletei is vannak. Sun úgy dönt, marad, így a pilóta egyedül indul vissza a másik szigetre. A koreai egyből a lényegre térne, szeretné hallani a tervet, de Locke fontosabbnak tartja Ben feladatát, ezért fel is szólítja őt, hogy tegye a dolgát. Linus belép a rejtett szobájába, benyomja a hieroglifákkal díszített kőajtót, ami mögött egy alagút húzódik. Lámpást gyújt, majd elindul lefelé a járatban, s hamarosan elér egy nagyobb pocsolyát. Belenyúl a közepébe, kinyit egy lefolyót, és ahogy a víz eltűnik, megszólal: „Odakint leszek.”.

## Flashback
Most egy 1992-ben vagy azután történt eseményt láthatunk. Ben a cseperedő Alexet hintáztatja a Barakkokban. Megjelenik Richard, és közli Benjaminnal, a tengeralattjáró készen áll az indulásra, de nem kötelező elköszönnie az utasától. Ám a férfi szerint muszáj, így ki is megy a mólóra, ahol két fegyveres a megkötött kezű Widmore-t kíséri a tengeralattjáróba. Búcsút vesz tőle, de Charles máshogy látja a helyzetet. Szerinte Linus örül annak, hogy száműzi őt a Szigetről. Ben azzal érvel, hogy a leváltott vezető folyamatosan elhagyta a Szigetet, ráadásul kívülállótól lett gyereke, ezzel pedig megszegte a szabályokat. Widmore szerint nincs joga elvenni tőle mindent, mire Ben kijelenti, ő nem önző, bármit feláldozna a Szigetért. Charles szerint Alextől nem válna meg, erre Linus azzal felel, a Sziget nem akarta a lány halálát, csak és kizárólag az akkori vezető kívánta azt. Widmore odaveti, hogy ez remélhetőleg így is van, mert ha nincs igaza, és a Sziget végezni akar vele, meg fog halni. Egy nap pedig Ben fog ugyanott állni, ahol ő, és rá fog ébredni, az elkerülhetetlen elől nem lehet menekülni, őt is száműzni fogják. Végezetül közli, még találkoznak egymással, majd a két őr bekíséri őt a tengeralattjáróba.

## A Sziget
Ben kilép a házából, és megkérdezi a padon ülő Sunt, látta-e Johnt. A nő elmondja, elment, mert valamit el kell intéznie, de hogy mit, azt nem mondta meg, ő pedig nem kérdezte róla. Azzal folytatja a beszélgetést, hogy szerinte Jack hazudott, Locke pedig nem halt meg, ez lehet az egyetlen magyarázat. Linus biztosítja afelől, hogy a kopasz halott volt, mire Kwon visszakérdez, tudta-e, hogy a visszatérést követően a halott újra élni fog. Benjamin kijelenti, fogalma sem volt róla, mi fog történni. Annyit tudott, hogy a Sziget embereket gyógyít, de azt nem gondolta volna, hogy erre is képes. Azt viszont leszögezi, hogy aki egyszer meghalt, az halott is marad, még a Szigeten sem fog újra élni. Így hát Locke látványa teljesen megrémiszti őt. Miután ezt kimondta, zajokat hallanak a fák közül. Ben beküldi Sunt a házba, mert úgy gondolja, nem tudja irányítani azt a dolgot, ami a dzsungelből érkezik. Aggodalma azonban felesleges volt, a szörny helyett John érkezik meg. Mikor megtudja, hogy a füst még nem érkezett meg, felhozza, hogy elébe kellene menniük. Linus szerint ez lehetetlen, mivel csak megidézni tudja, a búvóhelyét viszont nem ismeri. Locke megfordul, és közli, ő tudja, hol van a szörny. Pár perc alatt összepakolnak, közben a kopasz tudatja Sunnal, megérti, milyen furcsa őt élve látni, de biztosíthatja arról, hogy ugyanaz az ember, mint aki volt. Mikor mindennel végeztek, elindulnak a szörny megkeresésére.

## Flashback
2008-at írunk, Ben egy kikötőből telefonál Widmore-nak. Közli vele, vissza fog térni a Szigetre, neki sikerülni fog az, ami a száműzöttnek nem. Charles ezt kötve hiszi, mivel ő majdnem 20 éve próbálja megtalálni a Szigetet, természetesen sikertelenül. Linus biztos benne, hogy ő sikerrel jár, de előbb még elintéz egy dolgot, egész pontosan végezni akar Penny-vel. Elmondja, hogy épp látja őt, ahogy „A közös barátunk” fedélzetén tevékenykedik. Widmore óva inti a gyilkosságtól, Ben pedig leteszi a telefont, és elindul a hajó felé.

## A Sziget
Ben megkérdezi Johnt, hogyan szerezte meg a tudását: folyamatosan vagy hirtelen az összest? Locke azzal válaszol, hogy bizonyára nem tetszik Benjaminnak, hogy másokat kell kérdezgetnie a válaszokért, miközben vakon követ valakit, aki reményei szerint elvezeti oda, ahova menni akar. Linus beismeri, nem tetszik neki ez a módszer, mire a kopasz a fejéhez vágja, hogy most már tudja, milyen lehetett neki. Sun kérésére továbbindulnak, közben Benjamin kitalálja, hová tartanak. Úgy véli, ugyanoda, ahol a Sziget meggyógyította őt gyerekkorában. Valóban, a Templom fala hamarosan feltűnik előttük. Locke megjegyzi, a Sziget talán most is olyan kegyes lesz Bennel, mint régen, majd közelebb mennek a falhoz. Linus felvilágosítja Sunt, hogy a Templom kb. 800 méterre van tőlük, a falat pedig éppen azért építették, hogy a kívülállók sose láthassák meg. Benjamin már a fal kapujához indulna, mikor John kijelenti, nem a Templomba mennek, hanem a Templom alá. Ezzel odalép ahhoz a lyukhoz, ahova a szörny Montandot rántotta le (5x05 – This Place is Death), s kijelenti, Ben megy le először. A férfi ijedten megkéri Sunt, hogy ha valaha kijut a Szigetről, keresse meg Desmondot, és kérjen elnézést tőle a nevében, ő tudni fogja, miért. A szívesség közlése után Linus leereszkedik a lyukba.

## Flashback
Ben pisztollyal a kezében megindul Penny felé, ám a mögötte rakodó Desmondot nem veszi észre. Hume felismeri Benjamint, megkérdezi, mit keres a kikötőben, mire a férfi lelövi őt. Ezt követően a lövésre felfigyelő Penelope felé indul. Rászegezett fegyverrel üdvözli őt, bemutatkozik neki, és közli, meg kell halnia, mert az apja egy szörnyeteg, és megölte Alexet. Penny bizonygatja, hogy semmi köze nincs már az apjához, mikor megjelenik a kis Charlie. Penelope visszaküldi őt a hajó belsejébe, közben pedig kérleli a támadóját, hogy ne bántsa a kisfiút. Ben elgondolkodik egy ideig, végül leengedi a pisztolyt. Ekkor rátámad Des, kiüti a kezéből a fegyvert, s ütlegelni kezdi Linust, majd miután véresre verte, a vízbe hajítja.

## A Sziget
Lapidus visszaér a kisebb szigetre. Egy túlélő rögtön odafut hozzá, és közli, Ilana és három másik ember fegyvereket találtak, s azt állítják, ők a főnökök. A pilóta felkeresi a nőt, és megkérdezi őt is az eseményekről. Ilana egy társával együtt fegyvert fog rá, és visszakérdez: „Mi fekszik a szobor árnyékában?”. Frank nem tudja a választ, ezért leütik. Megkéri a társát, szóljon a többieknek, hogy elérkezett az idő, aztán pedig kötözze meg a kapitányt, aki szintén velük tart.
Ben és Locke fáklyákkal a kezükben haladnak a Templom alatt. Benjamin elérzékenyülve bevallja, igaza volt a kopasznak, tényleg azért kell bűnhődnie, mert megölte Alexet. A katonák adtak neki választási lehetőséget, csak el kellett volna hagynia a Szigetet, de ő nem adta fel magát, pedig azzal megmenthette volna a lánya életét. Linus megköszöni a segítséget, majd kijelenti, egyedül megy tovább. El is indul, de beszakad alatta a kőpadló, és lezuhan egy kamrába. John rögtön elsiet valami kötélféleségért, Ben pedig beljebb merészkedik a teremben. Felfigyel az oszlopokon lévő hieroglifákra, de ezt követően egy táblát vesz észre. Ezen a táblán Anubisz látható, aki előtt egy, a füstszörnyhöz hasonló lény van. Benjamin meghallja a szörny hangját, és meglátja, ahogy a füst a lába előtt egy rácson keresztül kiszivárog. Kezében kialszik a fáklya, hátrálni kezd, a szörny pedig felegyenesedik előtte, aztán pedig körbeveszi. Linus a füst belsejében villanásokat lát, amiket hamar felváltanak az emlékképek: Widmore arra utasítja őt, hogy ölje meg Alexet, de ő védelmébe veszi a csöppséget; látja magát, ahogy a nevető kislányt hintáztatja; Alex kijelenti, gyűlöli apját, szeretné, ha meghalna; Alexandra megkérdezi apját, hogy a Szigetre érkező emberek nála is veszélyesebbek-e; végül pedig Keamy a segítségért rimánkodó Alex fejéhez szorítja a pisztolyát, ám Ben megtagadja a segítségnyújtást, így a zsoldos lelövi a lányt. A füst eltűnik, Benjamin megtörve áll egymagában. A fáklya újra meggyullad a kezében, s pár pillanat múlva meghallja Alex hangját. Ijedten megfordul, és látja, ahogy a lánya tőle néhány lépésre áll. Örül a viszontlátásnak, sajnálatát fejezi ki, és beismeri, az ő hibája volt, hogy meghalt. Alex biztosítja róla, tudja ezt. Linus meglepődik, ám a meglepettséget hamar félelem váltja fel, mivel a lánya nekiszorítja az egyik oszlopnak, majd megfenyegeti: tudja, hogy ismét végezni akar Johnnal, ezért ha hozzá mer érni a férfihoz, megkeresi Bent, és végez vele. Megparancsolja, hogy kövesse Locke összes utasítását, engedelmeskedjen neki, ezt pedig ki is mondatja a rettegő Benjaminnal. Linus sírva eldől, Alex pedig eltűnik. Közben Locke is visszatért a lyukhoz egy vastagabb liánnal, Bent szólítgatja. Ben odamegy a lyukhoz, és John kérdésére, hogy mi történt, remegő hangon azt válaszolja: „Életben hagyott.”